# Peter Winch
Peter Guy Winch (* 14. Januar 1926 in Walthamstow, London; † 27. April 1997) war ein englischer Philosoph, der wichtige Beiträge zur Philosophie der Sozialwissenschaften, zur philosophischen Ethik und Religionsphilosophie geleistet hat. Er war ein Interpret Ludwig Wittgensteins.

## Leben
Winch besuchte die Leyton County High School for Boys. Er diente von 1944 bis 1947 in der Royal Navy. 1949 schloss er sein Studium an der Universität Oxford ab. Ab 1951 unterrichtete er Philosophie an der Universität von Swansea. 1964 ging er an das Birkbeck College der Universität London, seit 1967 war er Professor am King’s College London. 1984 wurde er an die Universität Illinois, Urbana-Champaign Campus, berufen.
Winch war mit Erika Neumann verheiratet. Sie hatten zwei Kinder.

## Werk
Winchs bekanntestes Buch ist The Idea of a Social Science and its Relation to Philosophy (Das Konzept einer Sozialwissenschaft und deren Bezug zur Philosophie) von 1958, das gegen den Positivismus in den Sozialwissenschaften gerichtet war und die Ansichten R. G. Collingwoods und des späten Wittgensteins weiterentwickelte, Winch wendet sich gegen eine Pflicht der Sozialwissenschaften, die Philosophie abzuschütteln und die Naturwissenschaften nachzuahmen, ihren Newton zu finden, um auf die Höhe der Zeit zu kommen. Winch wollte in dem Buch das implizierte Bild der Philosophie korrigieren und damit auch die Vorstellung einer naturwissenschaftlichen Sozialwissenschaft. Das richtige Verständnis von Philosophie ergebe zugleich das richtige Verständnis von Gesellschaft:

“That the social sciences are in their infancy has come to be a platitude amongst writers of textbooks on the subject. They will argue that this is because the social sciences have been slow to emulate the natural sciences and emancipate themselves from the dead hand of philosophy; that there was a time when there was no clear distinction between philosophy and natural science; but that owing to the transformation of affairs round about the seventeenth century natural science has made great bounds ever since. But, we are told, this revolution has not yet taken place in the social sciences, or at least it is only now in process of taking place. Perhaps social science has not yet found its Newton but the conditions are being created in which such a genius could arise. But above all, it is urged, we must follow the methods of natural science if we are to make any significant progress.
 I propose, in this monograph, to attack such a conception of the relation between the social studies, philosophy, and the natural sciences. […] It will consist of a war on two fronts: first, a criticism of some prevalent contemporary ideas about the nature of philosophy: second, a criticism of some prevalent contemporary ideas about the nature of the social studies. The main tactics will be a pincer movement: the same point will be reached by arguing from opposite directions. To complete the military analogy before it gets out of hand, my main war aim will be to demonstrate that the two apparently diverse fronts on which the war is being waged are not in reality diverse at all; that to be clear about the nature of philosophy and to be clear about the nature of the social studies amount to the same thing. For any worthwhile study of society must be philosophical in character and any worthwhile philosophy must be concerned with the nature of human society.”

„Es ist bereits zum Klischee von Lehrbuchautoren zu diesem Thema geworden, dass die Sozialwissenschaften sich noch im Kleinkindstadium befinden. Dies sei so, wird argumentiert, weil die Sozialwissenschaften nur langsam zu einer Nachahmung der Naturwissenschaften kamen und sich frei machten von der Erblast der Philosophie. Einst existierte keine scharfe Trennung zwischen Philosophie und Naturwissenschaft. Aber mit dem Wandel im 17. Jahrhundert hat die Naturwissenschaft die bislang einschneidendsten Grenzen gezogen. Gleichwohl, so wird uns gesagt, hat diese Umwendung in den Sozialwissenschaft noch nicht stattgehabt. Oder zumindest finde sie gerade jetzt erst statt. Vielleicht hat die Sozialwissenschaft ihren Newton noch nicht entdeckt. Aber zumindest werden die Bedingungen geschaffen, damit ein solches Genie hervortreten kann. Zuvorderst aber, so wird drängend eingefordert, müssen wir uns an die naturwissenschaftlichen Methoden halten, wollen wir irgend bemerkenswerten Fortschritt machen.
In diesem Buch schlage ich einen Angriff vor auf eine solche Auffassung des Verhältnisses von Sozialwissenschaften, Philosophie und Naturwissenschaften. […] Das Buch wird einen Zweifrontenkrieg führen. Erstens eine Kritik einiger vorherrschender zeitgenössischer Auffassungen vom Wesen der Philosophie. Zweitens eine Kritik einiger vorherrschender zeitgenössischer Auffassungen vom Wesen der Sozialwissenschaften. Die wichtigste Taktik wird die einer Greifzangenoperation sein: derselbe Punkt soll durch Argumente aus unterschiedlichen Richtungen erreicht werden. Um die Analogie zur militärischen Operation abzuschließen, bevor sie mir aus der Hand gerät: mein wichtigstes Ziel wird sein, zu beweisen, dass die zwei scheinbar verschiedenen Fronten, an welchen ich den Krieg erkläre, in Wirklichkeit überhaupt nicht verschieden sind. Sich Klarheit zu verschaffen über das Wesen der Philosophie und über das Wesen der Sozialwissenschaften läuft auf dasselbe hinaus. Denn jede Erforschung der Gesellschaft, die der Mühe wert ist, muss ihrem Charakter nach philosophisch sein, und jede Philosophie, die der Mühe wert ist, muss sich mit dem Wesen menschlicher Gesellschaft befassen.“

Er wurde ferner vom Wittgenstein Schüler Rush Rhees und von der zum Katholizismus konvertierten Philosophin Simone Weil beeinflusst. Man hat seine Philosophie als sociologism bezeichnet. Einige wenige Soziologen nahmen seine radikale Kritik des Faches auf.
Winch kannte Wittgenstein und verstand sich als treuer Wittgensteinianer, aber dieser Einfluss wirkte vor allem durch Rhees, der sein Kollege an der Universität von Swansea war. 1980 übersetzte und veröffentlichte Winch Wittgensteins Culture and Value. Nach Rhees Tod, 1989, wurde Winch ein Nachlassverwalter Wittgensteins. Winch bestand auf der Kontinuität des wittgensteinischen Lebenswerkes, vom Tractatus zu den Philosophischen Untersuchungen, er sah das Spätwerk als die Vollendung der gesamten analytischen Tradition an.
Rush Rhees machte Winch mit den Arbeiten Simone Weils bekannt. Ihre Philosophie zog ihn an, aber auch ihre Wittgenstein ähnliche Persönlichkeit, in ihrer Askese, ihrem Sozialismus und der Tolstoischen Religiosität.
Winch versuchte in seinen philosophischen Arbeiten zuerst die Wittgenstein-Interpretation von Missverständnissen zu befreien. In seinen originären Arbeiten verließ er die Oxforder Sprachphilosophie und analysierte die Lebenswelt mit der Begrifflichkeit des späten Wittgenstein, etwa als Sprachspiel. Winch berührte auch Bereiche, die Wittgenstein sehr wichtig gewesen waren, die er aber in seiner Lehre nur wie nebenbei behandelt hatte, wie Ethik und Religion. Ein Beispiel ist Winchs moralische Unterscheidung zwischen einem gelungenen und einem gescheiterten Mordversuch. Das allmähliche Verebben der Begeisterung für Wittgenstein erfasste auch Winchs durchaus eigenständige Leistung und er wurde von weiten Teilen der gegenwärtigen Philosophie ignoriert.
Wittgenstein hatte gesagt, die Philosophie lasse die Welt ganz genauso, wie sie vorgefunden wurde, aber Winch war damit nicht ganz einverstanden, neue dominierende Ausdrucksweisen zerstörten die alten Strukturen:

“I have wanted to show by these examples that a new way of talking sufficiently important to rank as a new idea implies a new set of social relationships. Similarly with the dying out of a way of speaking. Take the notion of friendship; we read in Penelope Hall’s book The Social Services of Modern England (Routledge) that it is the duty of a social worker to establish a relationship of friendship with her clients; but that she must never forget that her first duty is to the policy of the agency by which she is employed. Now that is a debasement of the notion of friendship as it has been understood, which has excluded this sort of divided loyalty, not to say double dealing. To the extent to which the old idea gives way to this new one social relationships are impoverished (or if anyone objects to the interpolation of personal moral attitudes, at least they are changed). It will not do, either, to say that the mere change in the meaning of a word need not prevent people from having the relations to each other they want to have, for this is to overlook the fact that our language and our social relations are just two different sides of the same coin. To give an account of the meaning of a word is to describe how it is used; and to describe how it is used is to describe the social intercourse into which it enters.”

„Mit diesen Beispielen habe ich zeigen wollen, dass eine Redeweise, die hinreichend neuartig ist, um als eine neue Idee zu zählen, auch eine neue Menge sozialer Beziehungen impliziert. In ähnlicher Weise verhält es sich mit dem Aussterben einer Redeweise. Nehmen wir den Begriff der Freundschaft. Wir lesen in Penelope Halls Buch zur Sozialversorgung im modernen England, dass es die Pflicht einer Sozialarbeiterin, eine freundschaftliche Beziehung mit ihren Klienten aufzubauen. Die Sozialarbeiterin darf allerdings niemals vergessen, dass ihre erste Pflicht der Strategie der Agentur gilt, bei der sie beschäftigt ist. Das ist nun eine Entwertung des Freundschaftsbegriffs, wie er bisher verstanden wurde, nämlich unter Ausschluss einer derartig aufgespaltenen Loyalität, wenn man nicht bereits von Betrugsgeschäft reden will. In dem Ausmaß, in welchem das alte Konzept diesem neuen weicht, verarmen soziale Beziehungen. (Zumindest, falls sich jemand gegen den Rückgriff auf moralische Einstellungen wehrt, werden die sozialen Beziehungen verändert.) Es wird auch nicht angehen, zu behaupten, dass die bloße Bedeutungsänderung eines Wortes nicht die Menschen davon abhalten müsse, Beziehungen untereinander zu unterhalten, wie sie es wollen. Denn dies übersieht die Tatsache, dass unsere Sprache und unsere sozialen Beziehungen nur zwei verschiedene Seiten derselben Münze sind. Einem Wort eine Bedeutung zu gegeben ist identisch damit, dessen Gebrauch zu beschreiben. Und die Beschreibung des Gebrauchs ist identisch damit, die sozialen Beziehungen zu beschreiben, in die das Wort eintritt.“

## Publikationen (in Auswahl)
- The Idea of a Social Science and Its Relation to Philosophy. Routledge & Kegan Paul, London, 1958.
  - Die Idee der Sozialwissenschaft und ihr Verhältnis zur Philosophie. Suhrkamp Theorie, Frankfurt am Main, 1966.
- Nature and Convention. In: Proceedings of the Aristotelian Society. Band 60, 1959–1960, S. 231–252.
- Understanding a Primitive Society. Aristotelian Philosophical Quarterly, Band 1, 1964, S. 307–324.
- Can a Good Man Be Harmed? In: Aristotelian Society Proceedings. 1965–1966, S. 55–70.
- Wittgenstein's Treatment of the Will. In: Ratio. Band 10, 1968, S. 38–53.
- Introduction: The Unity of Wittgenstein's Philosophy. In: Peter Winch (Hrsg.): Studies in the Philosophy of Wittgenstein. Routledge, London, 1969, S. 1–19.
- Ethics And Action, Routledge, London, 1972.
- (als Hrsg. und Übersetzer): Ludwig Wittgenstein: Culture and Value. Oxford 1980.
- Simone Weil: 'The Just Balance' , Cambridge UP, Cambridge 1989.
- Trying to Make Sense, Blackwell, Oxford, 1987.
  - Versuchen zu verstehen. Suhrkamp, Frankfurt am Main, 1992. Joachim Schulte (Übersetzer).
- Persuasion. In: Midwest Studies in Philosophy. Band 17, 1992, S. 123–137.